# 昌城郡 (四川省)
昌城郡（しょうじょう-ぐん）は中国にかつて存在した郡。現在の中華人民共和国四川省綿陽市や遂寧市に比定される。
西魏により新州の下に設置された。隋朝が成立すると582年（開皇2年）に廃止された。

## 下部行政区画
- 昌城県[2]
- 射洪県（射江県）[3]